# Calosota punctata
Calosota punctata är en stekelart som beskrevs av Karl-Johan Hedqvist 1970. Calosota punctata ingår i släktet Calosota och familjen hoppglanssteklar. Inga underarter finns listade.